# Nilus phipsoni
Espèce
Synonymes
- Thalassius phipsoni F. O. Pickard-Cambridge, 1898
- Thalassius lombokanus Strand, 1915
- Thalassius affinis Song & Zheng, 1982

Nilus phipsoni est une espèce d'araignées aranéomorphes de la famille des Pisauridae.

## Distribution
Cette espèce se rencontre en Asie du Sud, en Asie du Sud-Est et en Chine.

## Description
La femelle holotype mesure 27 mm.
Le mâle décrit par Sierwald en 1987 mesure 17,5 mm et les femelles de 17,5 à 26,5 mm.

## Étymologie
Cette espèce est nommée en l'honneur d'Herbert Musgrave Phipson.

## Publication originale
- F. O. Pickard-Cambridge, 1898 : On the cteniform spiders of Africa, Arabia and Syria. Proceedings of the Zoological Society of London, vol. 66, no 1, p. 13-32 (texte intégral).